# 밥 나이트

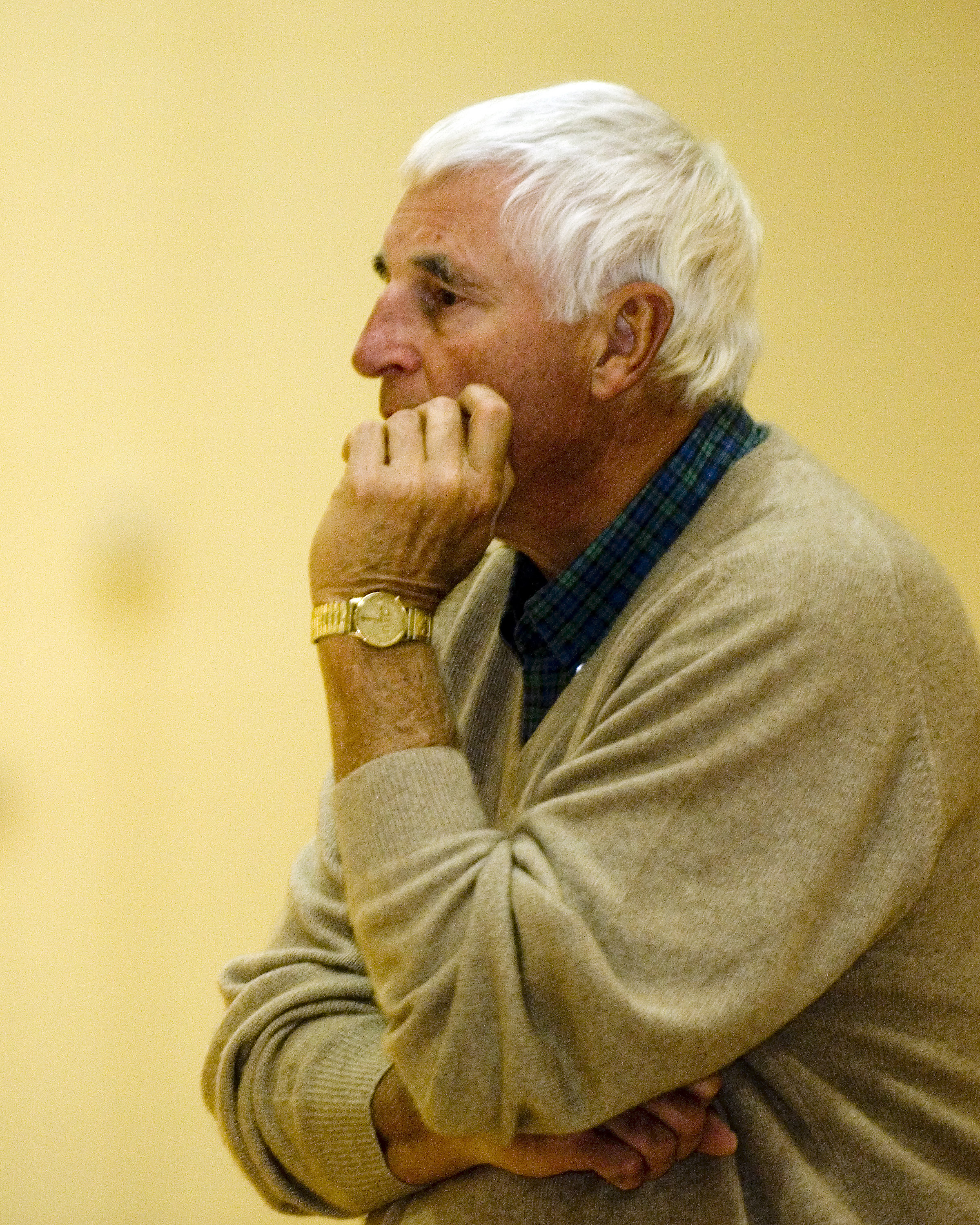
2007년 모습

밥 나이트(Bob Knight, 본명: 로버트 몽고메리 나이트, Robert Montgomery Knight, 1940년 10월 25일 ~ 2023년 11월 1일)는 미국 남자 대학 농구 코치였다. 종종 바비 나이트(Bobby Knight)라고 불리며 "장군(The General)"이라는 별명을 얻은 그는 902번의 NCAA 디비전 I 남자 농구 경기에서 우승했는데, 이는 은퇴 당시 기록이자 사망 당시 역대 6번째 기록이다.
나이트는 1971년부터 2000년까지 인디애나 후지어스(Indiana Hoosiers)의 수석 코치였다. 또한 텍사스 테크 레드 레이더스(Texas Tech Red Raiders, 2001~2008) 및 아미 블랙 나이츠(Army Black Knights, 1965~1971)를 코치했다. 그는 1991년 네이스미스 농구 명예의 전당에 헌액되었다.